# Cochlearia tatrae
Cochlearia tatrae är en korsblommig växtart som beskrevs av Vincze von Borbás. Cochlearia tatrae ingår i släktet skörbjuggsörter, och familjen korsblommiga växter. IUCN kategoriserar arten globalt som sårbar. Inga underarter finns listade i Catalogue of Life.

## Bildgalleri

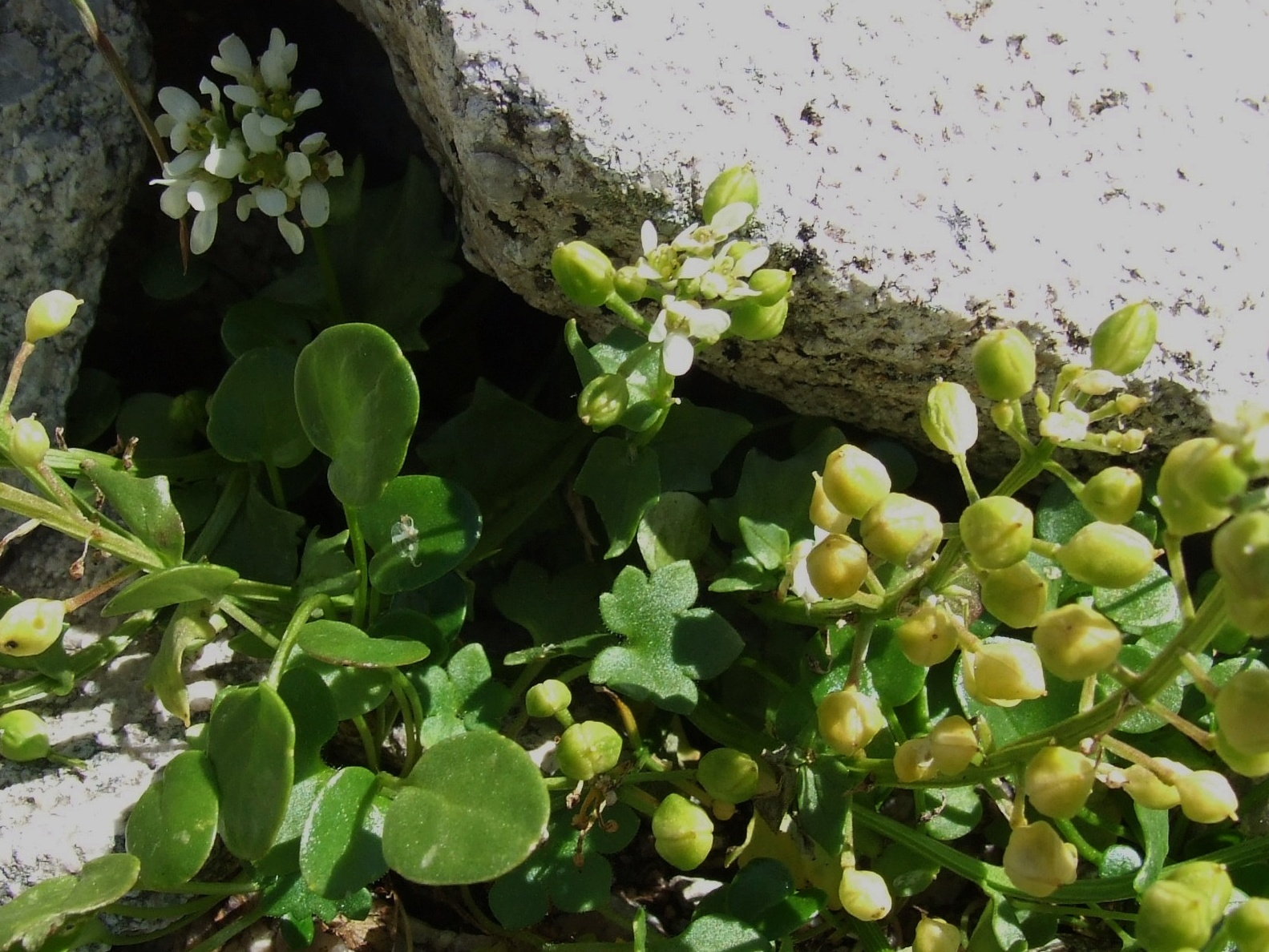